# Monte Snaefell

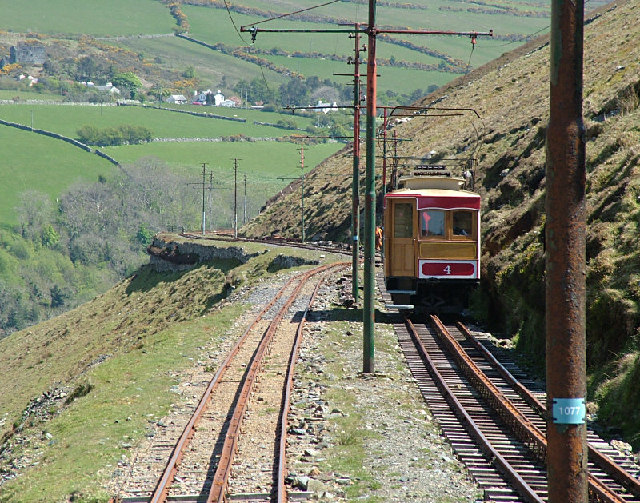
Ferrocarril del Monte Snaefell

Snaefell es la montaña más alta (621 m) y la única superior a 2000 pies de la Isla de Man. Se dice que en un día despejado se pueden ver seis reinos desde su cima: Inglaterra, Irlanda, Escocia, Gales, Isla de Man y el Reino de los Cielos.
El ferrocarril de la montaña de Snaefell recorre los siete kilómetros desde Laxey a la cima. La cumbre está coronada por una cafetería y varias antenas de comunicación .
La carretera de montaña A18 pasa por las pendientes del monte Snaefell, y es la sección más alta del circuito de la Ruta de la Montaña Snaefell sobre el cual se celebra la carrera de motociclismo TT Isla de Man.
Existen montañas en Islandia llamadas Snæfell (nótese a suave diferencia de pronunciación), incluyendo la montaña bajo el famoso glaciar Snæfellsjökull. La voz "Snaefell" significa "Nieve cayó".